# Denis Kolodine
Cette page contient des caractères spéciaux ou non latins. S’ils s’affichent mal (▯, ?, etc.), consultez la page d’aide Unicode.
Denis Alekseïevitch Kolodine (en russe : Денис Алексеевич Колодин) est un footballeur russe né le 11 janvier 1982 à Kamychine. Il évolue au poste de défenseur. Il possède une énorme frappe de balle et nous l'a démontré lors du match Pays-Bas - Russie (1-3) lors de l'Euro 2008. Son profil lui permet également d'évoluer au poste de milieu de terrain défensif.

## Sélections
- 23 sélections et 0 but avec l'Équipe de Russie de football depuis 2004.